# باري ميدلتون
باري ميدلتون (بالإنجليزية: Barry Middleton) هو لاعب هوكي الحقل بريطاني، ولد في 12 يناير 1984 في دونكاستر في المملكة المتحدة.

## وصلات خارجية
- باري ميدلتون على موقع الاتحاد الدولي للهوكي (الإنجليزية)
- باري ميدلتون على موقع أوليمبيديا (الإنجليزية)
- باري ميدلتون على موقع اللجنة الأولمبية البريطانية (الإنجليزية)
- باري ميدلتون على موقع اتحاد ألعاب الكومنولث (مؤرشف) (الإنجليزية)
- باري ميدلتون على موقع اتحاد ألعاب الكومنولث (مؤرشف) (الإنجليزية)
- باري ميدلتون على موقع اتحاد ألعاب الكومنولث (مؤرشف) (الإنجليزية)